# 玉葉
玉葉（日语：ぎょくよう），別名玉海、月輪兼實公記，為日本平安時代末期關白兼太政大臣九條兼實的日記。

## 概要
本日記記錄自1164年至1200年間，九條兼實於公私等方面的記載，也詳細記錄各項儀式的內容。也針對當時的源平爭鬥有著相當多的記載，是平安時代末期到鎌倉時代初期的珍貴史料。作為朝廷方關係者的日記，本書也可以與同時期又類似正史、站在鎌倉幕府北條氏立場的《吾妻鏡》做一比較互補。
九條兼實的孫子九條道家去世後，本書原本交由一條家，抄本交由九條家保管。而二條家不用《玉葉》，而用《玉海》稱呼本書。